# Леккеримяки, Юнатан
Юнатан Леккеримяки (швед. Jonathan Lekkerimäki; род. 24 июля 2004, Худдинге, Швеция) — шведский хоккеист, правый нападающий «Эребру». Был выбран клубом «Ванкувер Кэнакс» на Драфте НХЛ 2022 года в первом раунде под общим 15-м номером. Самый ценный игрок молодёжного чемпионата мира 2024.

## Карьера

### Клубная карьера
Юнатан родился в Худдинге в 2004 году. Имеет финские корни: его бабушка в 1960-х годах переехала из Куусамо в Швецию. В 15 лет Леккеримяки был признан самым ценным игроком шведского турнира TV-pucken. Летом 2019 года Юнатан присоединился к «Юргорден», где через два года дебютировал на взрослом уровне. В своём первом сезоне в Шведской хоккейной лиге он записал на свой счёт 7 голов и 2 передачи в 26 матчах. Леккеримяки на тот момент было всего 17 лет; в истории шведского первенства такую результативность в этом возрасте демонстрировал лишь Петер Форсберг.
На Драфте НХЛ 2022 года Леккеримяки был выбран «Ванкувером» в первом раунде под общим 15-м номером. Швед остался в «Юргордене», который по итогам прошлого сезона выбыл во вторую по уровню лигу. В регулярном чемпионате Юнатана преследовали травмы, из-за чего он долго не мог набрать форму, однако в плей-офф нападающий продемонстрировал хорошую игру, набрав в 15 встречах 15 очков. Его команда вышла в финал, но в семи матчах уступила МОДО.
В мае 2023 года Леккеримяки подписал с «Ванкувером» трёхлетний контракт новичка. Летом того же года Леккеримяки принял участие в летнем тренировочном лагере «Кэнакс», а на следующий сезон отправился в клуб Шведской хоккейной лиги «Эребру».

### Карьера в сборной
Леккеримяки в составе юниорской сборной Швеции до 18 лет завоевал золотую медаль чемпионата мира 2022 года. Сам хоккеист набрал в ходе розыгрыша 15 очков (5 голов и 10 передач) и стал лучшим снайпером турнира.
В составе молодёжной сборной Юнатан принял участие в трёх чемпионатах мира (2022, 2023 и 2024). В дебютном для себя мировом первенстве хоккеист вместе с национальной командой стал бронзовым призёром. В 2024 году Леккеримяки забил в ходе турнира 7 голов и отдал 3 передачи, став лидером своей сборной, занявшей в конечном счёте второе место, по очкам. Именно его гол в полуфинальном матче против Чехии позволил шведам выйти в финал. В решающей игре, где соперником «тре крунур» были американцы, Юнатан за пять секунд до конца второго периода — при счёте 1:3 — забросил шайбу в ворота противника, однако это не помогло шведам переломить ход встречи. Леккеримяки был признан самым ценным игроком турнира и вошёл в символическую сборную.

## Статистика

### В клубе
| 2019/20     | Юргорден    | J18         | 58 | 30 | 15 | 45 | 20 | —  | — | —  | —  | — |
| 2020/21     | Юргорден    | J18         | 8  | 12 | 4  | 16 | 0  | —  | — | —  | —  | — |
| 2020/21     | Юргорден    | J20         | 1  | 0  | 1  | 1  | 0  | —  | — | —  | —  | — |
| 2021/22     | Юргорден    | J20         | 26 | 20 | 15 | 35 | 8  | —  | — | —  | —  | — |
| 2021/22     | Юргорден    | ШХЛ         | 26 | 7  | 2  | 9  | 0  | —  | — | —  | —  | — |
| 2022/23     | Юргорден    | J20         | 2  | 2  | 3  | 5  | 0  | —  | — | —  | —  | — |
| 2022/23     | Юргорден    | Allsv       | 29 | 3  | 6  | 9  | 4  | 15 | 5 | 10 | 15 | 2 |
| Всего в ШХЛ | Всего в ШХЛ | Всего в ШХЛ | 26 | 7  | 2  | 9  | 0  | —  | — | —  | —  | — |

### В сборной
| Год   | Команда     | Турнир                 | Место |    | И  | Г  | П  | О  | ШМ |
| ----- | ----------- | ---------------------- | ----- | -- | -- | -- | -- | -- | -- |
| 2021  | Швеция U-18 | Кубок Глинки / Гретцки | 3     | 5  | 5  | 0  | 5  | 4  |    |
| 2022  | Швеция U-18 | ЮЧМ                    | 1     | 6  | 5  | 10 | 15 | 4  |    |
| 2022  | Швеция U-20 | МЧМ                    | 3     | 7  | 0  | 3  | 3  | 0  |    |
| 2023  | Швеция U-20 | МЧМ                    | 4-е   | 7  | 1  | 3  | 4  | 4  |    |
| 2024  | Швеция U-20 | МЧМ                    | 2     | 7  | 7  | 3  | 10 | 0  |    |
| Всего | Всего       | Всего                  | Всего | 32 | 18 | 19 | 37 | 12 |    |

## Достижения
- Самый ценный игрок молодёжного чемпионата мира: 2024